# La sonnambula
La Somnambule
Pour les articles homonymes, voir La Somnambule.
Versions successives
- 1833, traduction anglaise pour Drury Lane, Londres (Malibran)

Représentations notables
- 1831, Haymarket, Londres
- 1835, Covent Garden, Londres
- 1835, New York
- 1932, Metropolitan Opera, New York
- 1935, Scala, Milan
- 1955, Scala, Milan (Callas, Visconti)
- 1960, Covent Garden, Londres (Sutherland, Serafin)

Personnages
- Le comte Rodolfo (basse)
- Teresa, meunière (mezzo-soprano)
- Amina, sa fille adoptive (soprano)
- Elvino jeune fermier (ténor)
- Lisa, aubergiste (soprano)
- Alessio, villageois (basse)
- Un notaire (ténor)
- Villageois (chœurs)

Airs
- Come per me sereno (acte I)
- Son geloso del zefiro errante (acte I)
- Ah! non credea mirarti (acte II)

La sonnambula (La Somnambule en français) est un opéra semiseria en deux actes mis en musique par Vincenzo Bellini sur un livret de Felice Romani. Créée au Teatro Carcano de Milan le 6 mars 1831, il est considéré, avec Les Puritains et Norma, comme l’un des trois chefs-d’œuvre du compositeur catanais.

## Genèse de l'œuvre
Bellini compose La sonnambula en seulement deux mois, pendant son séjour à Moltrasio, dans la villa des comtes Lucini Passalacqua, près de la résidence de Giuditta Turina, une jeune femme avec laquelle il entretenait une relation sentimentale.
L'œuvre est créée au Teatro Carcano de Milan le 6 mars 1831, couplée avec le ballet Il furore di Amore, lors d'une soirée consacrée au musicien Francesco Pollini, ami de Bellini. Le compositeur dirige l'orchestre, les deux principaux interprètes étant Giuditta Pasta et Giovanni Rubini.
Dès la première, elle obtient un grand succès. Dans les mois et les années qui suivent, elle est représentée dans les principaux théâtres italiens et étrangers. Outre New York et Paris, elle est mise en scène à Drury Lane à Londres avec Maria Malibran dans le rôle-titre, dans une version  partiellement traduite en anglais.
Le livret est tiré de La Somnambule, un vaudeville d'Eugène Scribe (1819) qui avait déjà fait l'objet d'une adaptation par celui-ci pour le ballet-pantomime du même nom créé par Jean-Pierre Aumer en 1827 et sous-titré L'arrivée d'un nouveau seigneur.
Dans un premier temps, le duc Litta de Milan avait commandé à Bellini un opéra tiré d’Hernani de Victor Hugo (mis plus tard en musique par Verdi). L'opposition de la censure autrichienne poussa le musicien à abandonner le projet original et à choisir, sur la suggestion de Romani, un sujet plus innocent, à caractère pastoral et idyllique. Une partie de la musique déjà composée pour Hernani fut cependant « recyclée » dans la Sonnambula, mais également par la suite dans Norma.
Avec le concours de Bellini, Romani apporte de nombreuses modifications au texte de Scribe. En particulier, du livret déjà terminé, Bellini élimine l'agnation conclusive, qui veut que le comte Rodolfo se révèle être le père naturel d'Amina.

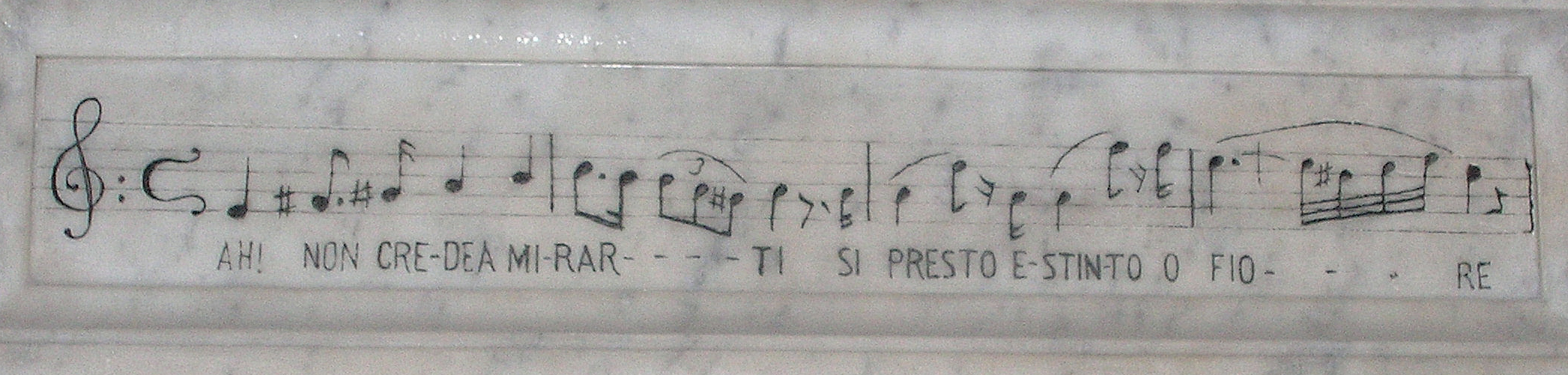
Ah ! non credea mirarti / Sì presto estinto, o fiore
Inscription de l'incipit de l'aria de La sonnambula sur la pierre tombale de Bellini

## Analyse musicale
Le thème de l'amour tendre et contrasté entre Amina et Elvino offre à Bellini l'occasion d'exalter sa veine lyrique : la typique longueur de l'arc mélodique se conjugue ici de manière naturelle avec le sujet, dans un mouvement languide et divagant, pendant que l'orchestre se contente d'accompagner la voix avec une admirable simplicité. L'œuvre culmine dans l'un des airs pour soprano les plus sublimes, à savoir le célèbre Ah, non credea mirarti, que le personnage d'Amina chante dans une scène de somnambulisme.

## Orchestration
La partition prévoit l'utilisation de : 2 flûtes (dont 1 piccolo), 2 hautbois, 2 clarinettes, 2 bassons, 4 cors, 2 trompettes, 3 trombones, timbales, grosse caisse, cymbales, triangle, orgue, harpe, cordes. Coulisse (feux de scène) : 2 tambours, 4 cors
| Instrumentation de La sonnambula                                              |
| Claviers                                                                      |
| Orgue                                                                         |
| Cordes                                                                        |
| premiers violons, seconds violons, altos, violoncelles, contrebasses, 1 harpe |
| Bois                                                                          |
| 1 piccolo, 2 flûtes, 2 hautbois, 2 clarinettes, 2 bassons,                    |
| Cuivres                                                                       |
| 4 cors, 2 trompettes, 3 trombones                                             |
| Percussions                                                                   |
| timbales, grosse caisse, cymbales, 1 triangle                                 |

## Trame

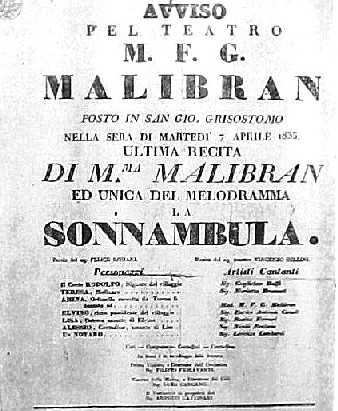
Affiche historique de l'œuvre interprétée par Maria Malibran (1835)

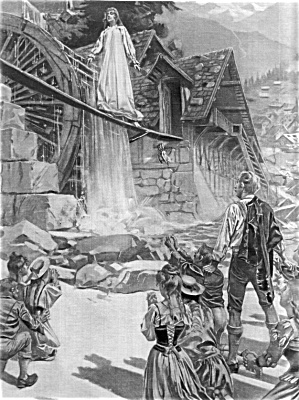
La scène du sonnambulisme

La scène représente un village suisse à une époque imprécise.

### Acte I
- Premier tableau : le village. Au fond du théâtre, se dresse le moulin de Teresa ; un torrent en fait tourner la roue.

On fête les noces d'Elvino et Amina, une orpheline élevée par Teresa. La seule à être mécontente est l'aubergiste Lisa : elle est elle aussi amoureuse du jeune rentier et refuse les avances d'Alessio, un autre jeune du village.
Arrive un gentilhomme qui semble bien connaître les lieux mais que personne parmi les villageois ne reconnaît. Il s'agit du comte Rodolfo, fils du défunt seigneur du château. Il s'installe à l'auberge de Lisa et adresse quelques compliments à Amina, lui disant que son visage lui rappelle celui d'une dame qu'il avait connue bien des années auparavant. Avant de le saluer, les villageois l'avertissent que le village est hanté par la sinistre présence d'un fantôme, mais l'homme, cultivé, prend leurs paroles pour de la pure superstition. Entretemps, les flatteries du comte ont excité la jalousie d'Elvino qui, resté seul avec elle, réprimande sa future épouse. 
- Deuxième tableau : une chambre à l'auberge. De face, une fenêtre, sur un côté, la porte d'entrée ; de l'autre un cabinet de toilette ; on aperçoit un sofa et un guéridon.

Dans sa chambre, Rodolfo est occupé à courtiser Lisa. On entend des pas, elle s'enfuit précipitamment mais reconnaît Amina qui, en état de somnambulisme, se rend dans la chambre du comte. La somnambule s'adresse affectueusement au gentilhomme, comme s'il s'agissait de son futur époux, décrivant d'un air extasié la prochaine cérémonie de son mariage, et lui demande enfin de l'embrasser. Rodolfo ne sait que faire : profiter de la situation, ou bien réveiller la somnambule ? Finalement, il quitte la chambre.
Quand un groupe de villageois surgit dans l'auberge pour saluer le comte dont ils ont finalement découvert l'identité, ils surprennent la jeune Amina étendue sur le divan. La confusion est à son comble. Elvino, bouleversé, rompt les fiançailles, pendant que la jeune fille se réveillant, inconsciente de ce qui est arrivé, ne peut trouver les mots pour se justifier.

### Acte II
- Premier tableau : une vallée ombragée entre le village et le château.

Pendant qu'un groupe de villageois se rend auprès du comte pour le convaincre de prendre la défense d'Amina, cette dernière espère trouver un peu de consolation et d'affection auprès de sa mère. Elle tombe sur Elvino. Celui-ci, déchiré par les événements, lui rappelle qu'elle a fait de lui le plus malheureux des hommes et lui arrache l'anneau de fiançailles.
- Second tableau : le village du premier acte. Au fond du théâtre se dresse le moulin de Teresa ; un torrent en fait tourner la roue.

En vain, le comte Rodolfo tente d'expliquer aux villageois ce qu'est le somnambulisme et de faire revenir Elvino sur sa position. Le jeune homme, par dépit, a décidé d'épouser l'aubergiste Lisa. Le village est donc à nouveau en liesse à l'idée d'une possible cérémonie nuptiale mais quand Lisa et Elvino passent devant le moulin de Teresa, celle-ci accuse Lisa d'avoir commis la même faute qu'Amina, en amenant comme preuve un mouchoir appartenant à l'aubergiste et trouvé dans la chambre du comte Rodolfo.
Elvino se sent à nouveau trahi quand, à la stupeur générale, on voit Amina marcher en état de somnambulisme sur la corniche du toit de la maison. C'est la preuve que le comte Rodolfo avait raison. Contemplant les fleurs fanées qu'Elvino lui avait données la veille, la somnambule chante son amour malheureux (Ah! non credea mirarti), écoutée par tous, et quand elle se réveille, elle peut finalement embrasser à nouveau son aimé. Le village, de nouveau en liesse, se prépare pour les noces tant espérées.

## Grands airs

### Acte I
- 1 Introduction (Chœur, Lisa, Alessio)
  - Chœur d'introduction Viva Amina !/Vive Amina!
  - Cavatine de Lisa Tutto è gioia, tutto è festa/Tout est joie, tout est fête
  - Fugue de l'introduction In Elvezia non v'ha rosa/A Elvezia il n'y a pas de rose
- 2 Scène et cavatine d'Amina Come per me sereno/Quant à moi serein
- 3 Scène et duo Prendi, l'anel ti dono/Prends l'anneau que je te donne (Elvino, Amina, Coro)
- 4 Scène et cavatine de Rodolfo Vi ravviso, o luoghi ameni/Je te vois, ou des endroits agréables
- 5 Scène et chœur A fosco cielo, a notte bruna/Dans le ciel sombre, la nuit noire
- 6 Scène et duo Son geloso del zefiro errante/Je suis jaloux du zéphyr errant (Elvino, Amina)
- 7 Scène et premier finale
  - Scène Davvero, non mi dispiace d'essermi qui fermato/Vraiment, ça ne me dérange pas de m'être arrêté ici (Rodolfo, Lisa)
  - Scène et duo Oh, come lieto è il popolo/Oh, comme les gens sont heureux (Rodolfo, Amina)
  - Chœur Osservate. L'uscio è aperto/Regardez. La porte est ouverte
  - Quintette D'un pensiero e d'un accento/D'une pensée et d'un accent (Elvino, Amina, Teresa, Lisa, Alessio, Coro)

### Acte II
- 8 Chœur d'introduction Qui la selva è più folta ed ombrosa/Ici, la forêt est plus épaisse et plus ombreuse
- 9 Scène et aria d'Elvino Tutto è sciolto/Tout est défait» (Amina, Teresa, Elvino, Coro)
- 10 Scène et aria de Lisa De' lieti auguri/Bon anniversaire
- 11 Scène et quatuor Signor Conte, agli occhi miei/M.le Comte à mes yeux (Elvino, Rodolfo, Lisa, Teresa, Coro)
- 12 Scène et aria finale d'Amina Ah, non credea mirarti/Ah, je ne pensais pas vous voir)

## Les grandes interprètes
Le rôle d'Amina fut tenu par des interprètes mémorables telles que :
- Minnie Hauk joue le rôle d'Amina à 14 ans en 1865 pour ses débuts en public à Brooklyn ;
- Jenny Lind fut remarquée dans ce rôle au Her Majesty's Theatre devant la Reine Victoria ;
- La Patti débuta dans le rôle à Londres mais eut un succès à travers l'Europe entière, que ce soit à Paris ou à Vienne ;
- La Malibran chanta aussi ce rôle avec succès.
- Maria Callas rappelée sur la scène de la Scala de Milan, avec l'ensemble des chanteurs et le maestro, jusqu'à 20 fois.
- Plus récemment, Natalie Dessay reprend quelque soixante-dix fois le rôle, dans lequel elle transcende véritablement l'aria finale[3],[4].

## Enregistrements
- 1953 - Capuana - Pagliughi, Tagliavini, Siepi, Ruggieri (Fonit Cetra / Warner)
- 1955 - Leonard Bernstein, orchestre et chœur du Teatro alla Scala - Maria Callas, Cesare Valletti, Giuseppe Modesti, Eugenia Ratti, Gabriella Carturan, Pier Luigi Latinucci, Giuseppe Nessi (en direct - CD's: Myto; LP: ERR, GOP.)
- 1957 - Votto - Callas, Monti, Zaccaria, Ratti (EMI) - édition remastérisée en 2014 (Warner Classics)
- 1962 - Bonynge - Sutherland, Monti, Corena, Stahlman (Decca)
- 1971 - Cillario - Scotto, Burrows, Robinson, Gomez (en direct - Myto)
- 1980 - Bonynge - Sutherland, Pavarotti, Buchanan, Ghiaurov, Jones (Decca)
- 1984 - Cecconi - Anderson, Bertolo, Surjan, Dordi (en direct - Mondo Musica)
- 1988 - Viotti - Devia, Canonici, Verducci, Battaglia (en direct - Nuova Era)
- 1992 - Zedda - Orgonašova, Giménez, D'Artegna, Papadjiakou, Dilbèr (en direct - Naxos)
- 1998 - Viotti - Gruberova, Bros, Scandiuzzi, Kotoski (en direct - Nightingale)
- 1999 - G.Bellini - Lind, Matteuzzi, Salomaa, Ganassi (Arts)
- 2007 - Pidò   - Dessay, Meli, Mingardo, Colombara (Virgin Classics)
- 2008 - De Marchi - Bartoli, Florez, D'Arcangelo (L'Oiseau-Lyre)
- 2013 - Gabriele Ferro - Pratt, Mukeria, Battista Parodi (Cmajor)
- 2023 - Giampaolo Bisanti - Pratt, Barbera, Mimica (en direct); mise en scène de Jaco Van Dormael et Michèle Anne De Mey

## Réutilisation musicale
En 1861, Johan Strauss II compose le quadrille Neue Melodien-Quadrille à partir, entre autres, de motifs de l'opéra.